# ムガルドス

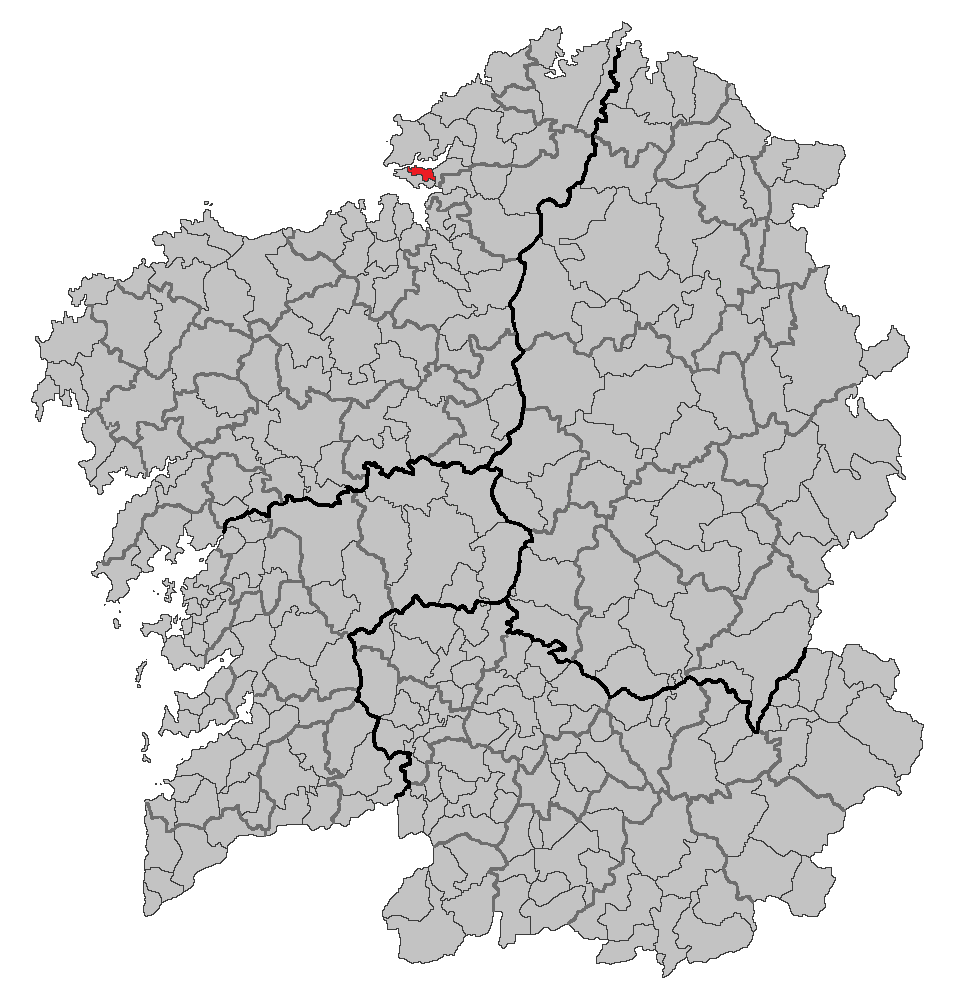

ムガルドス（Mugardos）は、スペイン、ガリシア州、ア・コルーニャ県の自治体、コマルカ・デ・フェロルに属する。ガリシア統計局によると、2010年の人口は5,536人（2009年：5,565人、2007年：5,636人、2006年：5,638人、2005年：5,628人、2004年：5,612人、2003年：5,737人）である。住民呼称はmugardés/-esa。
ガリシア語話者の自治体人口に占める割合は95.22％（2001年）。

## 地理
ムガルドスはア・コルーニャ県の北部に位置し、コマルカ・デ・フェロルに属する。北はリア・デ・フェロルに面し、リアの対岸はフェロルである。東はフェネ、南から西がアーレスの各自治体と隣接、自治体の中心地区は、ムガルドス教区のムガルドス地区。

### 人口
| ムガルドスの人口推移 1900－2010                         |
|                                                         |
| 出典:INE（スペイン国立統計局）1900年 - 1991年、1996年 - |

## 政治
自治体首長はガリシア民族主義ブロック（BNG）のショセ・フェルナンデス・バルシア（Xosé Fernández Barcia）、自治体評議員はガリシア民族主義ブロック：5、ガリシア社会党（PSdeG-PSOE）：3、ガリシア国民党（PPdeG）：3、統一左翼ガリシア（EU-IU）：1、IpMU（Independientes por Mugardos）：1となっている（2007年の自治体選挙の結果、得票順）。

## 史跡・名所
- パルマ城（Castelo da Palma） - リア・デ・フェロルにある城砦。リア防衛のために16世紀に建造された。対岸のフェロル側にはサン・フェリーペ城（Castelo de San Felipe）がある。

## 教区
ムガルドスは4の教区に分けられている。太字は自治体中心地区のある教区。
- フランサ（サンティアーゴ）
- メアー（サン・ビセンテ）
- ムガルドス（サン・シュリアン）
- ピニェイロ（サン・ショアン）